# Torsten Schmiermund
Torsten Schmiermund (* 1970) ist ein deutscher Sachbuchautor.

## Leben
Torsten Schmiermund wurde in Stumpertenrod (Vogelsbergkreis) geboren. Er besuchte die Grundschule in Groß-Felda und schloss die Gesamtschule Mücke in Nieder-Ohmen mit dem Realschulabschluss ab. 1986 begann er eine Ausbildung zum Chemielaboranten bei der Hoechst AG. Es folgte 1998 bis 2002 eine nebenberufliche Weiterbildung zum Chemotechniker bei der Paul-Ehrlich-Schule. Schmiermund arbeitet im Industriepark Höchst bei einer der Nachfolgefirmen der Hoechst AG im Bereich der organischen Pigmente.
1993 ließ er sich für den Katastrophenschutz (Feuerwehr) vom Wehrdienst freistellen. Es folgten verschiedene Tätigkeiten bei der Feuerwehr Frankfurt.
Schmiermund ist verheiratet, hat ein Kind und lebt in Frankfurt am Main.
Seit 2019 verfasst er u. a. Sachbücher für Feuerwehrleute und chemische Lehrbücher sowie eine Video-Reihe zur Feuerwehr-Ausbildung.

## Veröffentlichungen
Ausgaben in Deutsch
- Das Chemiewissen für die Feuerwehr. Springer; Berlin Heidelberg, 2019, ISBN 978-3-662-56605-3.
- Einführung in die Stereochemie: Eine Hilfe für Studierende und Auszubildende. Springer-Verlag, 2019, ISBN 978-3-658-28086-4.
- Die Entdeckung des Periodensystems der chemischen Elemente: Eine kurze Reise von den Anfängen bis heute. Springer-Verlag, 2019, ISBN 978-3-658-28318-6.
- Die Avogrado-Konstante: Entstehung einer Naturkonstante. Springer-Verlag, 2020, ISBN 978-3-658-29278-2.
- Größen, Einheiten, Formelzeichen: Hilfen zum Erstellen naturwissenschaftlicher Texte. Springer Fachmedien Wiesbaden GmbH, 2020, ISBN 978-3-658-31858-1.
- Fachwörterbuch Feuerwehr und Brandschutz: Deutsch-Englisch/Englisch-Deutsch Springer, 2022, ISBN 978-3-662-64119-4.
- Sammelwerk der Chemie, Sebastian Blumentritt e.K. (www.blume-im-inter.net), 2022, ISBN 978-3-662-64119-4.
- Experimente und Versuche zur Feuerwehrausbildung / [1]

Ausgaben in Englisch
- Introduction to Stereochemistry: For Students and Trainees. Springer-Verlag, 2021, ISBN 978-3-658-32034-8.
- The discovery of the periodic table of the chemical elements: A short journey from the beginnings until today. Springer, 2022, ISBN 978-3-658-36447-2.
- The Chemistry Knowledge for Firefighters. Springer, 2022, ISBN 978-3-942530-78-1.